# Il sarto
((La carta del navegar pittoresco, 1660) Marco Boschini)
Il sarto è un dipinto a olio su tela di Giovan Battista Moroni conservato presso la National Gallery di Londra: si tratta del lavoro che maggiormente rappresenta l'opera ritrattistica del pittore bergamasco rendendolo internazionale.

## Storia
Non si conosce quale fosse la committenza del quadro; si presume un rappresentante della famiglia Marinoni di Desenzano al Serio che, cessata da tempo l'attività artistica, si era trasferito per commercio a Venezia. Probabilmente lo stesso, che viene ritratto elegantemente abbigliato per l'occasione, si era ipotizzato che potesse non essere un sarto ma un venditore di pannine (tessuto di lana venduto a pezzi), infatti il pittore ritrae il gesto del taglio di un tessuto e non della sua confezione ma il panno è segnato da lunghe linee bianche tracciate da mani sartoriali in gesso, a confermarne la professione di sarto.. La qualità delle stoffe era nel medioevo elemento molto importante, non era certo possibile per tutti avere abiti confezionati con stoffe di lana di alta qualità, quindi il venditore di pannine era sicuramente persona che pur non essendo nobile godeva di una certa agiatezza economica. Fu il Boschini nella sua opera letteraria La carta del navegar pittoresco a intitolare il quadro con l'attività sartoriale.
Il dipinto era originariamente di proprietà della famiglia veneta dei Grimani e passò a quella dei Frizzoni nel XIX secolo entrando a far parte della collezione privata della famiglia in Palazzo Frizzoni, ora municipio di Bergamo. Venne comperato nel 1862 da Charles Lock Eastlake, che ne detiene ancora la proprietà, quando venne in Italia ad acquistare opere d'arte per la National Gallery di Londra nei primi anni dell'apertura.
Tornò a Bergamo solo nel 2015-2016 per un'esposizione temporanea all'Accademia Carrara.

## Descrizione
Il Moroni lavorò a molte opere di carattere religioso, ma divenne famoso per i suoi ritratti e forse proprio Il sarto è quello che maggiormente rappresenta la sua arte e che lo portò a divenire internazionale diventando uno degli esempi dei “ritratti in azione” che molto caratterizzarono la parte ritrattistica moroniana.. Fu tra i primi a raffigurare persone importanti della borghesia benestante, contrariamente all'usanza del tempo che ritraeva esclusivamente l'aristocrazia finanziaria o ecclesiastica. 
Il quadro raffigura un personaggio giovane, con una barba incolta ben curata, posto su di uno sfondo marrone in movimento, elegantemente vestito. Indossa ampi pantaloni a sbuffo alla moda spagnola del XVII secolo, un giacchetto chiamato farsetto dal quale spunta una gorgiera bianca (colletto pieghettato) simile ai polsi che fuoriescono dalle maniche.
Il sarto è raffigurato in piedi, volto leggermente di fianco, con le forbici in mano, intento nel suo lavoro che sembra interrompere perché disturbato, richiamato da qualcuno, forse proprio dal pittore che lo sta ritraendo, volge lo sguardo, poggia le forbici sul piano di lavoro e in quell'attimo, in quel movimento l'artista immortala quasi in modo fotografico la scena, nella dignità del movimento, nella veridicità dell'immagine, nel saper rappresentare la serietà dello sguardo di chi compie un lavoro che è civile ma che è posto al medesimo livello d'intensità di pensiero e concentrazione di un'attività letteraria porta il dipinto alla meritata fama.
Il soggetto sta tagliando un pezzo di stoffa nera appoggiata su di un banco da lavoro di sartoria. La stoffa presenta i segni del gesso in lunghe linee bianche, che confermano il titolo dell'opera, il dipinto raffigura sicuramente un sarto che si appresta a tagliare un pezzo di stoffa per creare un indumento. Il nero era considerato il colore dei nobili, diventando una moda. Sarà poi lo stesso Moroni a raffigurare molti personaggi che indossano abbigliamenti neri come era la moda del tempo.